# Sunda
Pour les articles homonymes, voir Sunda (homonymie).
Pour la dénomination géologique, voir Sunda (géologie).
Sunda (gentilé : Sundanais) est le nom du pays qui, aujourd'hui, correspond aux provinces indonésiennes de Banten et Java occidental, c'est-à-dire le tiers occidental de l'île de Java. Toutefois, la plupart des spécialistes ont tendance à mettre à part les régions de Banten et de Cirebon, anciens sultanats fortement influencés par la culture javanaise depuis le XVIe siècle, à la suite de la chute en 1579 du dernier royaume sundanais, Pajajaran, défait par le Banten.
La capitale moderne du pays Sunda est la ville de Bandung, fondée à la fin du XVIIIe siècle et siège en 1955 de la célèbre conférence des pays afro-asiatiques.
La langue sundanaise forme à elle seule un groupe de la branche malayo-polynésienne des langues austronésiennes. Elle est différente du javanais proprement dit, qui forme un autre groupe.

## Histoire

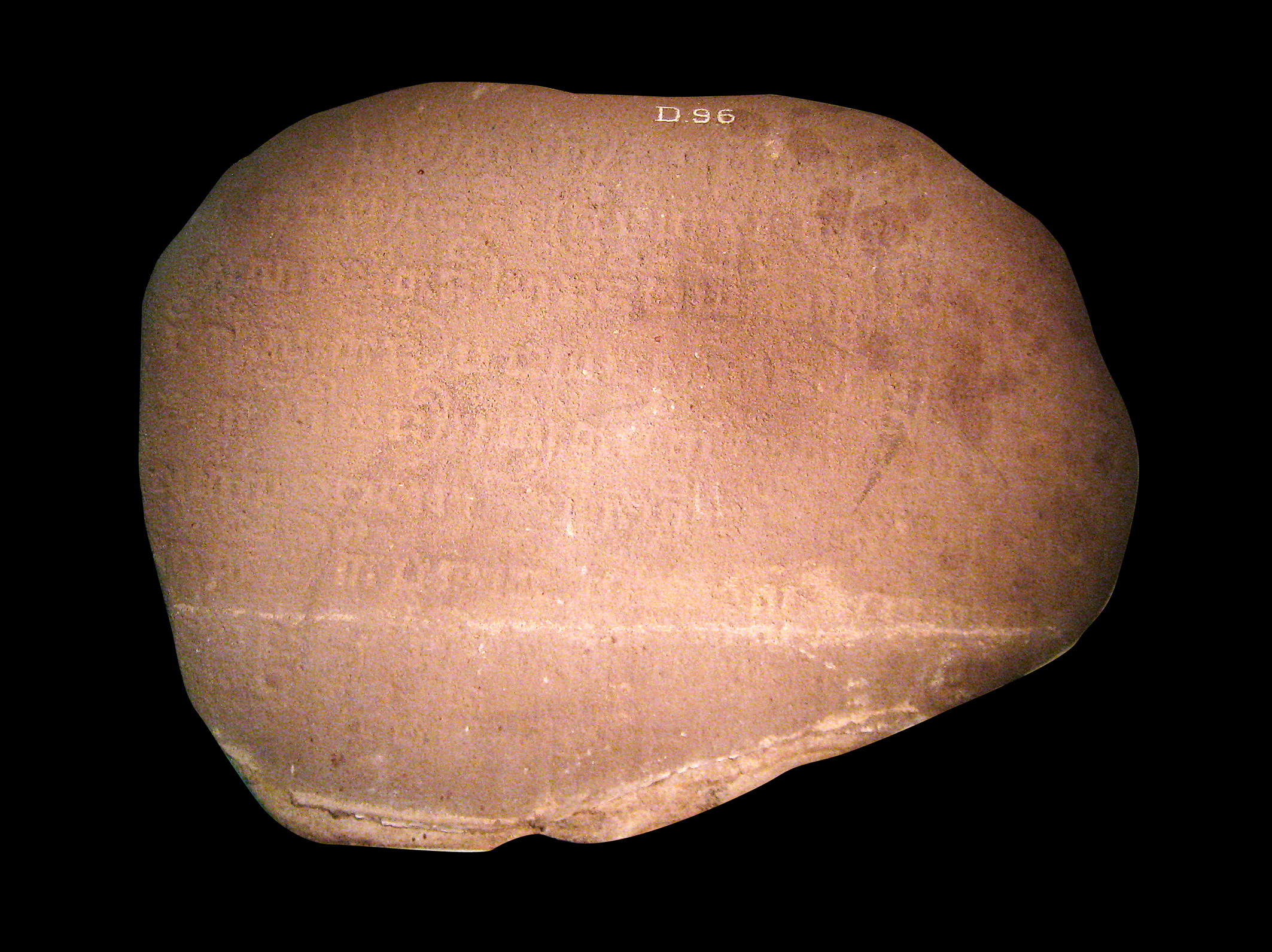
L'inscription de Sanghyang Tapak

C'est dans le pays Sunda, notamment dans la région de Karawang à l'est de Jakarta, qu'on a trouvé les plus anciens documents écrits de Java. Il s'agit d'inscriptions en sanscrit et en écriture pallava, gravées sur des rochers, qu'on a datées du Ve siècle apr. J.-C. Elles attestent l'existence d'un roi du nom de Purnawarman dont le royaume, Tarumanagara, s'étendait à l'est de Jakarta. Ce nom existe toujours sous la forme Citarum, nom d'un fleuve (ci veut dire « rivière » en sundanais) qui se jette dans la mer à l'est de Jakarta. Des fouilles commencées en 2002 sur les sites de Batujaya et Cibuaya, également à l'est de Jakarta, ont révélé des structures qui pourraient remonter au Ier siècle apr. J.-C.
On sait aussi qu'un moine bouddhiste chinois du nom de Faxian, rentrant de Ceylan en Chine, séjourne en 413 à « Ye-po-ti » (c'est-à-dire Yavadvipa, nom sous lequel l'Inde ancienne connaissait Java), mais rien n'indique que ce soit dans l'ouest de l'île.
La plus ancienne mention connue du nom « Sunda » est l'inscription de Kebon Kopi II, trouvée dans la région de Bogor. Datée de 932 apr. J.-C., elle est rédigée en malais et mentionne un « roi de Sunda ». Cette inscription semble indiquer l'importance de la langue malaise à Java au Xe siècle.
Une autre inscription, dite "de Sanghyang Tapak", ou encore "de Cicatih", datée de 1030 et rédigée en kawi (l'écriture de la période classique javanaise), parle d'un "Sunda Maharaja Shri Jayabhupati" ou "Sa Splendeur Jayabhupati roi de Sunda".
En fait, certains chercheurs estiment que ce n'est que bien plus tard, au XVIIIe ou XIXe siècle, que des populations de langue sundanaise, venant des hautes terres de l'intérieur de l'ouest de Java, ont commencé à s'installer dans la plaine du littoral nord, y compris la région de Karawang.

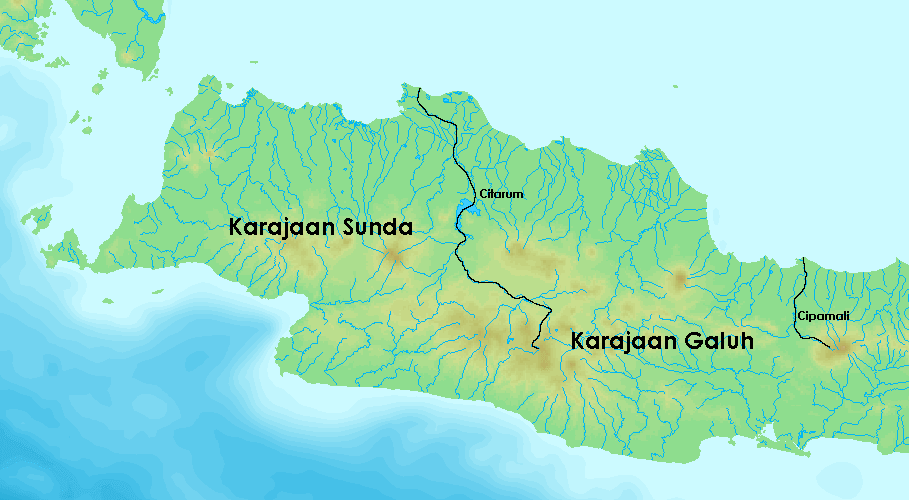
Carte spéculative sur les emplacements respectifs des royaumes de Galuh et Sunda. La frontière entre les deux serait le Citarum, tandis que la frontière orientale de Galuh serait la Cipamali (aujourd'hui la rivière Brebes)

Le premier centre de pouvoir sundanais serait alors plutôt situé dans ces hautes terres de l'ouest de Java, que les Sundanais appellent Parahyangan (« la demeure des dieux ») ou Priangan. Les vestiges d'une ancienne cité ont ainsi été découverts sur le site de Karang Kamulyan, à l'est de Bandung, la capitale de la province de Java occidental. On les dates du VIIIe siècle. La tradition désigne ce site comme la capitale d'un royaume du nom de Galuh. Le lien avec Tarumanagara d'une part, et le royaume de Pajajaran d'autre part, n'a pas été établi autrement que par la tradition.
Deux prasasti (inscriptions) sur pierre trouvées à Cibadak près de Sukabumi, mentionnent le nom de Jaya Bhupati, roi de Sunda qui a régné de 1030 à 1108 apr. J.-C. Sa résidence était à Pakuan Pajajaran, qu'on a identifié comme étant près de l'actuelle Bogor.
Le Nagarakertagama, poème épique écrit en 1365 sous le règne du roi Hayam Wuruk (1350-89) de Majapahit, dresse une liste des « contrées tributaires » de Majapahit, qui outre Madura, Sunda et Bali, va de Pahang sur la péninsule Malaise à « Gurun » dans les Moluques, en passant par Malayu (Jambi) à Sumatra et Bakulapura à Bornéo.
Un autre poème plus tardif, le Kidung Sunda, écrit au XVIe siècle en moyen-javanais, peut être considéré comme une métaphore des relations entre les Javanais et les Sundanais.
Tomé Pires, un apothicaire portugais qui a résidé à Malacca de 1512 à 1515, écrit que les ports de « çumda » sont encore tous « païens ». En 1526 Sunan Gunung Jati, beau-frère du souverain du royaume musulman de Demak dans le centre de Java, attaque et conquiert Banten, un des deux débouchés maritimes du royaume de Pajajaran, qui s'en était affranchi. 
Le principal débouché maritime de Pajajaran était Kalapa, à l'embouchure de la rivière Ciliwung. Sa capitale, Pakuan, se trouvait en effet en amont, sur le site de l'actuelle Bogor, à 60 km au sud de Jakarta. En 1522, un roi portant le titre de Sanghyang (« Samian » dans les textes portugais) de Pajajaran signe un traité d'alliance avec les Portugais, représentés par Henrique Leme, beau-frère d'Albuquerque. Il autorise ces derniers à construire un entrepôt et un fortin à Kalapa. Pajajaran espérait que la présence de marchands étrangers et de soldats portugais le protègerait de la puissance montante de Demak, qui avait déjà conquis Cirebon à l'est et Banten à l'ouest.
En 1527 Fatahillah, le commandant des armées de Sunan Gunung Jati, conquiert Kalapa et la rebaptise Jayakarta (« acte victorieux » en sanscrit). Banten soumet Pajajaran en 1579, mettant fin au dernier royaume hindou-bouddhique sundanais. La cour se réfugie à Sumedang, à l'est de l'actuelle Bandung.
Les pays de Brebes et Banyumas faisaient alors vraisemblablement partie du pays Sunda. La toponymie en tout cas l'indique, notamment le port de Cilacap sur la côte sud (le préfixe ci-, « eau », est caractéristique des toponymes sundanais). Selon l'épopée de Bujangga Manik, qui raconte le voyage d'un prêtre hindouiste sundanais en différents lieux saints de l'hindouisme à Java et Bali au XVIe siècle, et dont un exemplaire est conservé depuis 1627 à la bibliothèque Bodléienne de l'université d'Oxford, les frontières orientales du royaume sundanais étaient la rivière Cipamali, ou Pemali, qui est un autre nom de la rivière Brebes, et la rivière Ciserayu, ou Serayu, sur laquelle se trouve la ville actuelle de Banyumas.
En 1619 Jan Pieterzoon Coen, gouverneur général de la VOC (Vereenigde Oostindische Compagnie ou Compagnie des Indes néerlandaises) basée à Banten et aux Moluques, conquiert à son tour Jayakarta. Sur ses ruines, il fonde Batavia. Sultan Agung, souverain de Mataram dans le centre de Java, attaque par deux fois Batavia sans succès, en 1628 et en 1629. 
Les Hollandais commencent à s'inquiéter des visées expansionnistes des Javanais sur leur arrière-pays sundanais. Dès 1624, Agung est capable de lever des troupes à Sumedang. En 1641, Mataram établit quatre nouvelles régions administratives : Bandung, Galuh (un ancien royaume sundanais), Parakanmuncang et Sumedang. Cette même année, un agent de la VOC découvre dans la région de Karawang, à 70 km à l'est de Batavia, une vaste plantation de poivre dont les propriétaires acquittent l'impôt envers Mataram.
Après la mort d'Agung, Mataram commence à être miné par des querelles de succession, qui à partir de 1675 se traduisent par des guerres. En 1667, la frontière de Mataram avait été fixée à la rivière Citarum à l'est de Batavia. Le territoire de Mataram incluait donc encore la région montagneuse du Priangan, cœur du pays Sunda. Très vite, le Priangan échappe au contrôle de Mataram. Par un traité signé en 1705, Mataram reconnaît la suzeraineté de la VOC sur cette région.
Banten avait dû reconnaître la suzeraineté de la VOC en 1682. En 1750 éclate une rébellion menée par Kiai Tapa, un maître religieux. Les troupes de la VOC parviennent à chasser les rebelles de la ville. Mais pendant quelque temps, il fera régner l'insécurité dans le pays Sunda, pour finalement s'impliquer dans la Troisième Guerre de succession javanaise, qui prendra fin en 1755. À la fin du XVIIIe siècle, le Priangan est devenu sûr et la VOC peut y développer des plantations de café.
1. ↑  Reid, Anthony, An Indonesian Frontier : Acehnese and Other Histories of Sumatra, University of Hawaii Press, 2005

Voir aussi : Java ~ Histoire de Java

## L'État du Pasundan

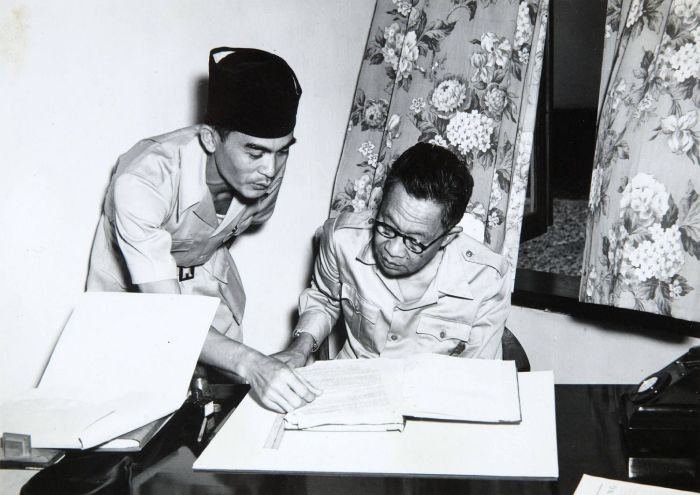
R. A. A. Muharram Wiranatakusuma, chef de l'Etat (wali negara) du Pasundan et son secrétaire en avril 1948

Le 4 mai 1947 est proclamée la république du Pasundan (Republik Pasundan), un État fantoche créé à l'instigation des Hollandais sur le territoire de l'actuelle province de Java occidental, avec pour président Suriakartelegawa. Elle est rapidement dissoute.  
Le 26 février 1948 est créé l'État de Java occidental, renommé État du Pasundan, avec pour président le comte Muharram Wiranatakusuma, bupati (préfet) de Bandung. Le Pasundan est un des 7 États de la république des États-Unis d'Indonésie formée le 14 décembre 1949.
Le Pasundan est incorporé dans la république d'Indonésie le 11 mars 1950.

## Culture

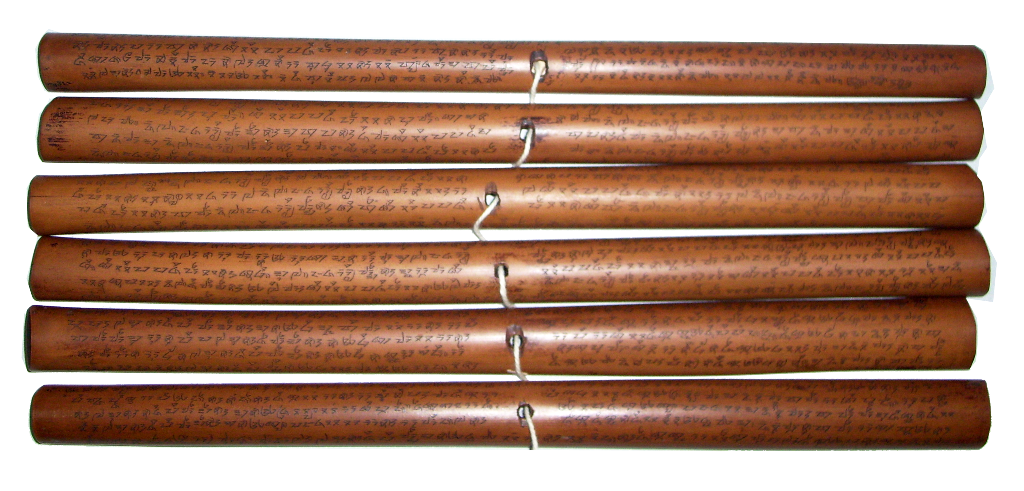
Un document en écriture sundanaise

A priori, la différence entre les cultures sundanaise et javanaise n'est pas évidente pour un regard extérieur.
Toutefois, les deux langues sont distinctes, même si elles sont toutes deux malayo-polynésiennes.
L'identité est distincte elle aussi. Outre la langue, la référence des Sundanais est d'abord l'histoire, qu'on peut résumer avec le nom de l'ancien royaume de Pajajaran et celui de son roi le plus connu, le légendaire Siliwangi. L'histoire de la princesse Dyah Pitaloka, qui se suicide plutôt que de se laisser traiter comme une vile concubine par Gajah Mada, premier ministre de Majapahit, exprime le refus des Sundanais de disparaître comme « peuple » (que l'histoire, racontée dans une chanson de geste écrite au XVIe siècle, le Kidung Sunda, soit vraie ou non est une autre… histoire).

### Poésie
Cette nostalgie d'une grandeur disparue est aussi exprimée de façon poignante dans la merveilleuse tradition du tembang, dans laquelle les kidung sont chantés, accompagnés de kacapi (instruments à cordes pincées dont la caisse allongée est couchée) et de flûtes en bambou (suling). Ce genre a été créé au XIXe siècle par le comte Pancaniti, bupati (préfet) de Cianjur près de Bandung. La musique est en principe jouée avec une échelle musicale particulière au pays Sunda, sorog.

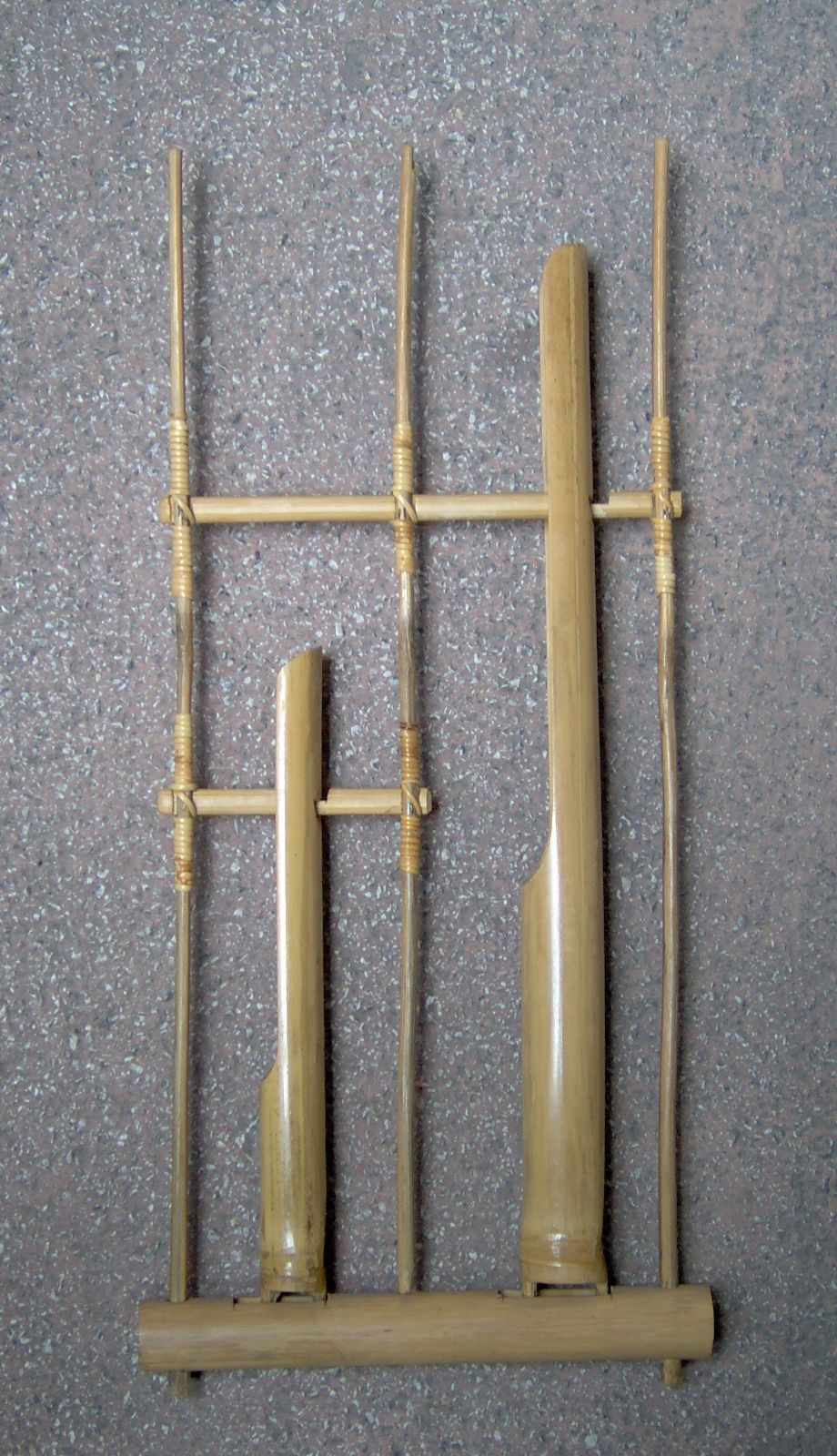
Angklung

### Musique

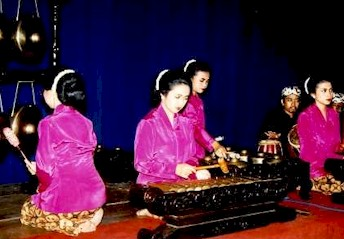
Un ensemble gamelan degung

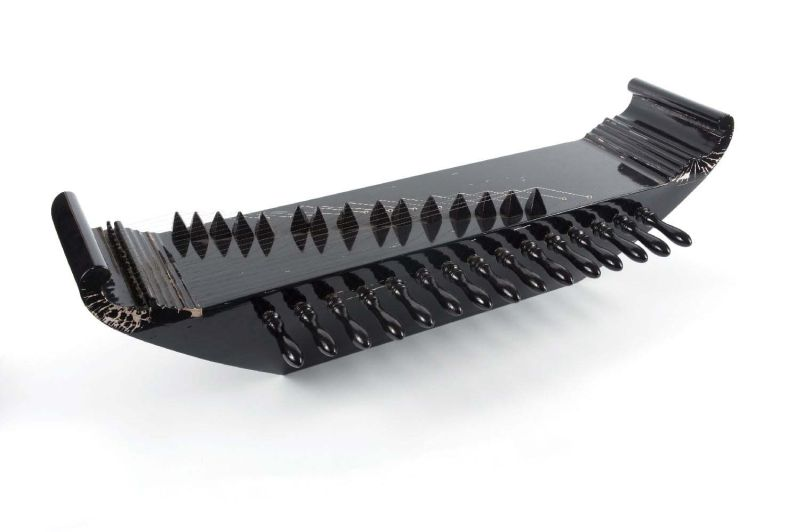
Un kacapi

Les Sundanais ont leur propre forme de gamelan, même s'ils utilisent les mêmes échelles musicales qu'à Java, pelog et slendro (salendro en sundanais). En plus de l'orchestre habituel, utilisé pour accompagner le théâtre d'ombres  wayang ou les danses, les Sundanais ont un « gamelan de chambre », le degung, formation plus réduite. Le degung est notamment utilisé pour jouer un genre particulier de musique contemplative. Pour l'anecdote, cette musique degung semble très prisée des touristes étrangers à Bali, car quand ils veulent acheter des cassettes de musique « locale », on leur vend souvent du gamelan degung.
Il existe un instrument de musique nommé aussi Angklung, très populaire, qui se joue en secouant une structure de bois.

### Danse

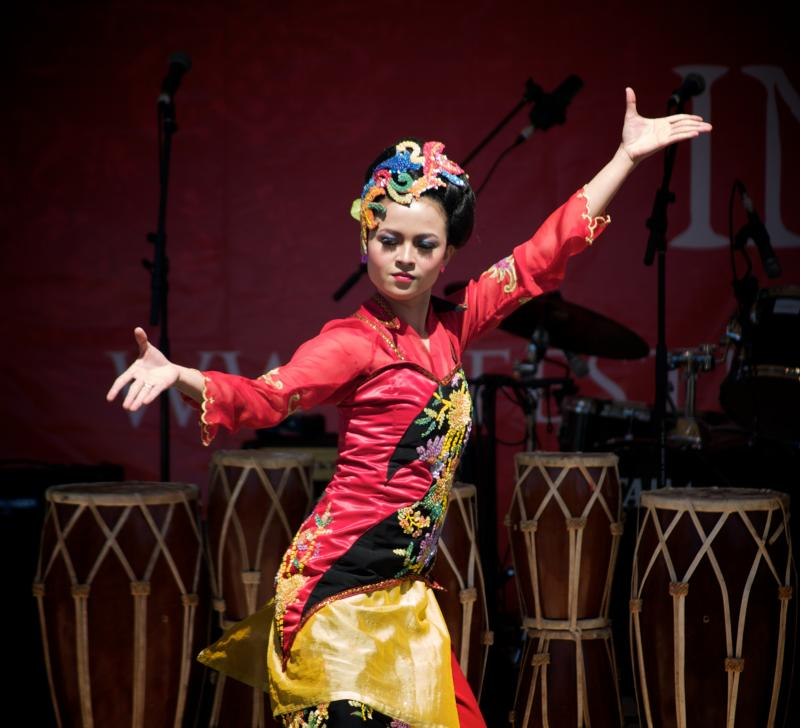
Danseuse de jaipongan

Le pays Sunda a une tradition de danse de cour propre, développée notamment par les descendants de la cour de Sumedang, la principauté héritière de Pajajaran.
Parmi les danses populaires, les Sundanais ont leur propre forme de tayub, cette danse autrefois exécutée par des troupes itinérantes qui venaient animer les fêtes de village, dans laquelle la danseuse invite tour à tour des hommes de l'assistance à danser avec elle. C'est le ketuk tilu, qui jusque dans les années 1970 avait mauvaise réputation auprès des Sundanais citadins à cause de ses mouvements et poses suggestifs.
Puis un chorégraphe de Bandung a créé le jaipongan à partir du ketuk tilu. Ce style a rapidement suscité un véritable engouement, et les tentatives pour l’interdire au début pour indécence n'ont fait que le rendre plus populaire. Danse « sociale », le jaipongan est dansé lors de mariages ou autres occasions, et est également devenu populaire comme danse de scène.
Avec le jaipongan s'est développé un style de musique dynamique, sensuel et plein d'humour. Un des aspects les plus impressionnants de ce style est le jeu de tambours. L'instrumentiste joue en effet avec plusieurs tambours tout en restant assis. Ce jeu a ensuite évolué de façon autonome pour aboutir au spectaculaire rampak kendang.

### Batik
Sunda a ses propres motifs en batik, notamment le style dit garutan (de la ville de Garut, au sud-est de Bandung).

### Cuisine

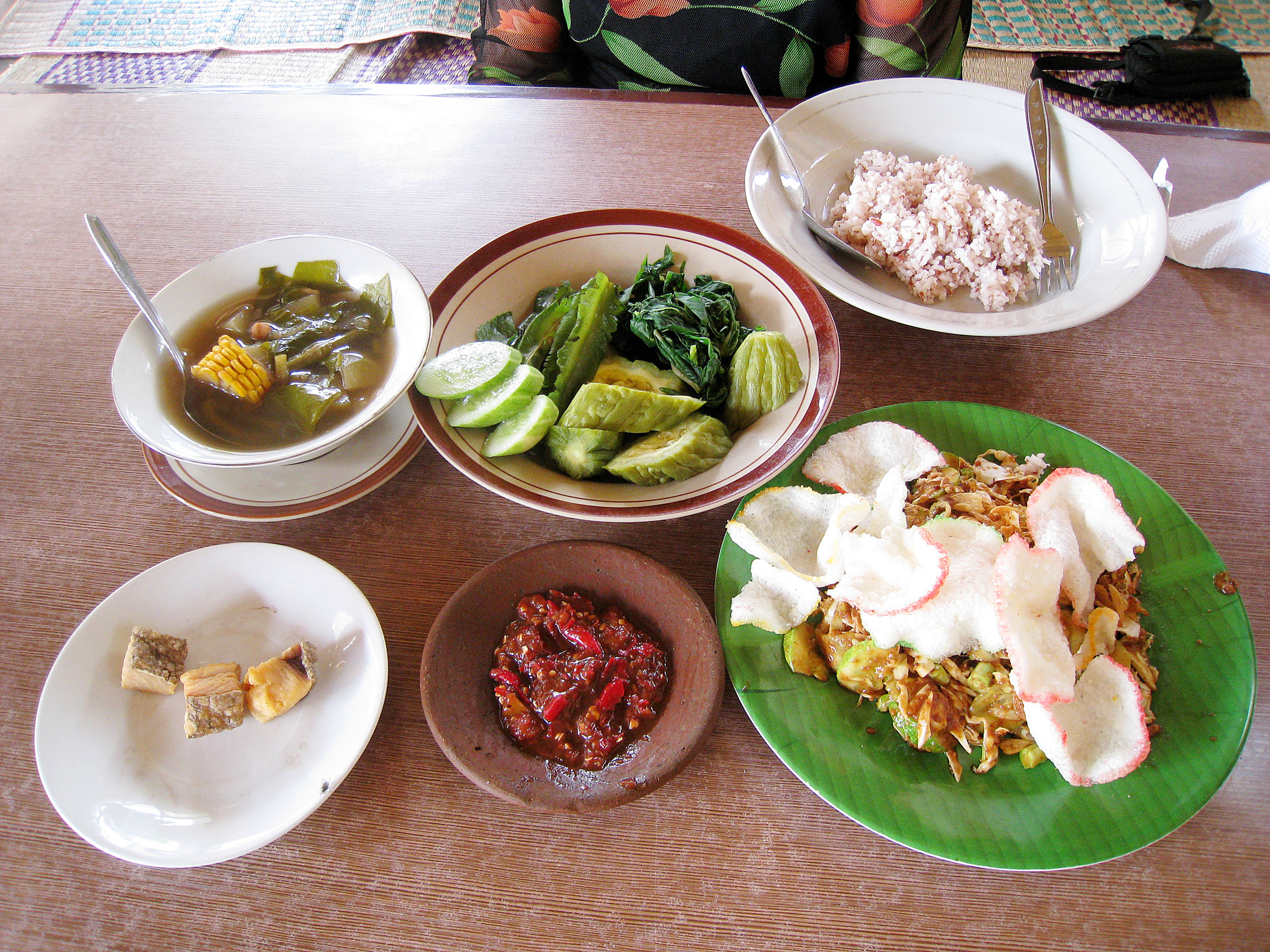
Un repas typique dans un restaurant sundanais

Voir aussi : Java ~ Culture javanaise ~ Gamelan

## Religion
La grande majorité des Sundanais se déclarent musulmans.
La culture sundanaise est empreinte de croyances et de pratiques antérieures à l’arrivée des grandes religions. Les Sundanais appellent agama Sunda Wiwitan (« religion ancestrale sundanaise ») l’ensemble de ces croyances et pratiques.
Voir aussi : Javanisme

## Tourisme

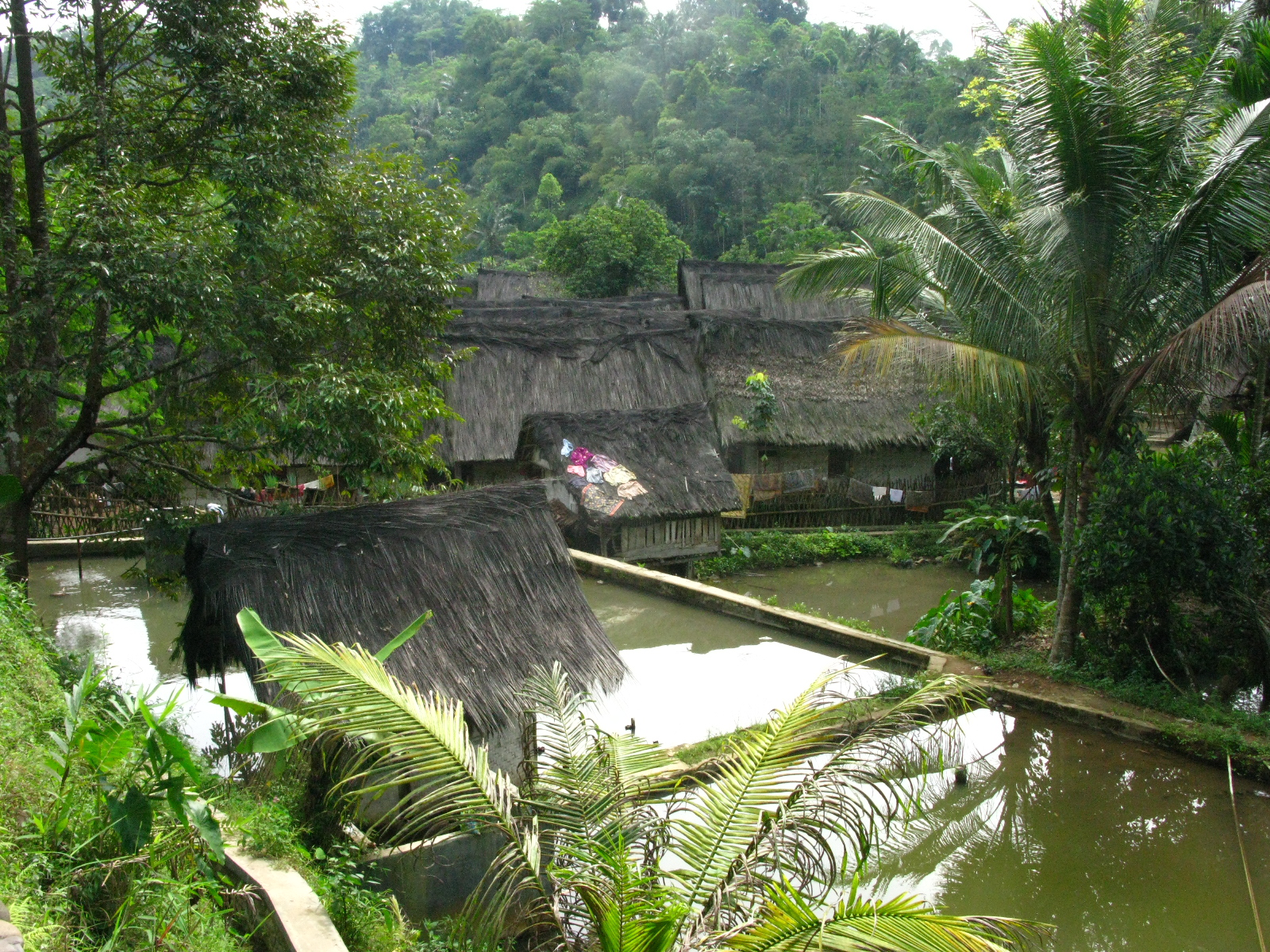
Le hameau coutumier de Kampung Naga

Sunda a des plages, de beaux paysages, de la nature, des traditions culturelles, mais peu de vestiges archéologiques.